# Die Frau des Nobelpreisträgers
Die Frau des Nobelpreisträgers (Originaltitel: The Wife) ist ein schwedisch-US-amerikanisches Filmdrama von Björn Runge, das im September 2017 im Rahmen des Toronto International Film Festivals seine Premiere feierte. Der Film basiert auf dem Roman Die Ehefrau von Meg Wolitzer. In Rückblenden erfährt der Zuschauer, dass Joan Castleman, die ihren Ehemann zu der Verleihung des Literatur-Nobelpreises begleitet, in jungen Jahren selbst eine vielversprechende Autorin war, ihre eigene Karriere jedoch der ihres Mannes untergeordnet hat. Bei den Golden Globe Awards 2019 wurde Glenn Close als beste Hauptdarstellerin ausgezeichnet. Im Rahmen der Oscarverleihung 2019 erhielt Close eine Nominierung als beste Hauptdarstellerin.

## Handlung
Connecticut 1992: Der Romanautor Joe Castleman und seine Frau Joan erfahren überrascht, dass ihm der Nobelpreis für Literatur verliehen werden soll, und reisen nach Stockholm. Mit dabei ist Sohn David, der auch eine Karriere als Schriftsteller plant, doch unter dem ernüchternden Urteil seines Vaters über seine Erstlingswerke leidet. Während Joans und Joes Tochter Susannah ihr erstes Kind erwartet und glücklich ist, fühlt sich David wie ein Getriebener im übermächtigen Schatten seines Vaters. Die ruhige Joan hält die Familie zusammen und ihrem Mann die Treue, obwohl sie weiß und toleriert, dass er mehrere Affären mit jungen Frauen hatte. Auf ihrem Flug befindet sich auch der Kulturjournalist Nathaniel Bone, der eine Biografie über Joe schreiben soll und Kontakt aufnimmt. Joe lässt ihn schroff abblitzen.
In mehreren Rückblenden erinnert sich Joan an die Anfänge ihrer Beziehung in den 1950er-Jahren. Sie war eine hochbegabte Nachwuchsschriftstellerin, der etwas ältere Joe war ihr Professor am Smith College. Joe begann ein Verhältnis mit seiner Studentin und verließ schließlich Frau und Kind für sie. Nachdem Joan zu der Überzeugung gelangt war, dass eine Frau im männerdominierten Literaturbetrieb kaum Erfolgsaussichten hätte, stellte sie ihre Ambitionen zugunsten von Joes Karriere zurück. Dessen mittelmäßigen Romanentwurf „Die Walnuss“ überarbeitete sie zur Weltklasse und platzierte ihn in einem Verlag, wo sie als Assistentin tätig war. Nach und nach wird deutlich, dass tatsächlich Joan in den folgenden Jahrzehnten den Löwenanteil der Romane schrieb, für die Joe, unter dessen Namen sie erschienen sind, nun den Nobelpreis erhält. Joe stellt Joan überall als seine Ehefrau vor, die für sein Werk sehr wichtig sei, aber selbst nicht schreibe. Selbst ihre Kinder wissen nicht von diesem Geheimnis.
Nathaniel Bone fällt an den wenigen Kurzgeschichten, die Joan unter ihrem Namen veröffentlicht hat, eine große stilistische Nähe zu Joes Romanen auf, während dessen Frühwerke gar nicht mit ihnen vergleichbar sind. Er konfrontiert zunächst Joan mit seinem Verdacht, tatsächlich habe sie Joes Bücher geschrieben. Freundlich-herablassend streitet sie das ab. Später berichtet Nathaniel auch David von seiner Theorie, der sich an langes zurückgezogenes Arbeiten seiner Mutter erinnert, worunter er als Kind gelitten hat.
Angesichts der gespannten Situation und einer weiteren spontanen Affäre Joes mit einer jungen Fotografin beginnt die scheinbar unerschütterliche Treue Joans zu Joe zu bröckeln, nun geraten sie leicht in Streit. Als Joe ihr – was sie sich zuvor verbeten hatte – in seiner Verleihungsrede überschwänglich als „seiner Muse“ dankt, fühlt sich Joan so gedemütigt, dass sie ankündigt, ihn zu verlassen. Nach einem heftigen Streit im Hotelzimmer, in dessen Folge sie bereits ihre Koffer packt, erleidet Joe einen Herzinfarkt und stirbt nach einer kurzen versöhnenden Aussprache.
Auf dem Heimflug droht Joan Nathaniel Bone damit, ihn zu verklagen, sollte er seine Vermutungen veröffentlichen und damit Joes Genie beschmutzen. David verspricht sie, ihm und seiner Schwester zuhause „alles zu erzählen“ – ob sie ihnen die Wahrheit offenbart oder angesichts der Drohung an Bone die Fassade aufrechterhält, bleibt offen.

## Produktion
The Wife basiert auf dem gleichnamigen Roman der amerikanischen Schriftstellerin Meg Wolitzer aus dem Jahr 2003, der unter dem Titel Die Ehefrau auch in einer deutschen Übersetzung veröffentlicht wurde. Bereits zuvor war Wolitzers Roman The Interestings (deutsch: Die Interessanten) verfilmt worden. Regie führte der schwedische Filmemacher Björn Runge, der auch Wolitzers Roman für den Film adaptierte. Die Filmmusik komponierte Jocelyn Pook. Anfang November 2018 veröffentlichte Node Records den Soundtrack zum Film als Download.
Glenn Close übernahm die Hauptrolle von Joan Castleman. Closes Tochter Annie Starke spielt im Film Joan Castleman in jungen Jahren. Jonathan Pryce spielt ihren Ehemann Joe, der in Rückblicken in jungen Jahren von Harry Lloyd verkörpert wird. Max Irons spielt Sohn David, und Christian Slater übernahm die Rolle von Joes Stalker Nathaniel Bone, der gerne eine Biografie über diesen schreiben würde. Elizabeth McGovern hat eine cameo-ähnliche Nebenrolle als Schriftstellerin, die die junge Joan auf die Schwierigkeiten für Frauen im Literaturgeschäft hinweist.
Der Film feierte am 12. September 2017 im Rahmen des Toronto International Film Festivals seine Premiere und wurde am 30. September 2017 als Abschlussfilm des San Sebastián Festivals gezeigt. Anfang Oktober 2017 wurde der Film im Rahmen des Zurich Film Festivals gezeigt. Im Juni 2018 wurde der Film beim Nantucket Film Festival und beim Sydney Film Festival gezeigt.
Am 17. August 2018 kam The Wife in ausgewählte US-amerikanische Kinos und am 28. September 2018 in die Kinos im Vereinigten Königreich. Der Kinostart in Deutschland erfolgte am 3. Januar 2019.

## Synchronisation
Die deutschsprachige Synchronisation entstand bei Think Global Media GmbH in Berlin nach einem Dialogbuch von Tiyam Akbarzadeh und unter der Dialogregie von Ina Kämpfe.
| Rolle                | Schauspieler       | Synchronsprecher         |
| -------------------- | ------------------ | ------------------------ |
| Joan Castleman       | Glenn Close        | Kerstin Sanders-Dornseif |
| Joe Castleman        | Jonathan Pryce     | Lutz Mackensy            |
| Nathaniel Bone       | Christian Slater   | Sven Hasper              |
| David Castleman      | Max Irons          | Amadeus Strobl           |
| junger Joe Castleman | Harry Lloyd        | Fabian Oscar Wien        |
| junge Joan Castleman | Annie Starke       | Marieke Oeffinger        |
| Linnea               | Karin Franz Körlof | Alice Bauer              |
| Walter Bark          | Johan Widerberg    | Arne Stephan             |
| Susannah Castleman   | Alix Wilton Reagan | Sonja Spuhl              |
| Elaine Mozell        | Elizabeth McGovern | Nina Herting             |

## Rezeption

### Altersfreigabe
In den USA erhielt der Film von der MPAA ein R-Rating, was einer Freigabe ab 17 Jahren entspricht. In Deutschland wurde er von der FSK ab 6 Jahren freigegeben. In der Freigabebegründung heißt es: „Der Film zeigt einige Streitigkeiten, ist insgesamt aber ruhig inszeniert. Sehr vereinzelt gibt es emotional intensivere Konflikte, die aber im Kontext der unaufgeregten Gesamtatmosphäre keine übermäßige Wirkung auf Kinder ab 6 Jahren entfalten.“ Zudem biete die sehr erwachsene Geschichte Kindern im Grundschulalter kaum Anknüpfungspunkte, sodass es ihnen leicht falle, eine emotionale Distanz zu wahren.

### Kritiken
The Wife erhielt überwiegend freundliche Kritiken, er wurde bislang in 86 Prozent der bei Rotten Tomatoes aufgeführten Kritiken eher positiv bewertet.
Die Filmkritikerin Antje Wessels schreibt, Björn Runge sei ein hervorragender Beobachter und lasse die Stimmung zwischen dem Ehepaar ganz langsam eskalieren: „Hier fällt mal ein vielsagendes Wort, das die innere Verfassung der angeschlagenen Joan treffsicher hervorkehrt, dort ist es ein verkrampftes Lächeln, das erkennen lässt, wie sehr sie sich doch beherrschen muss, wenn die einzige Anerkennung ihres Ehemannes die ist, dass er sie in öffentlichen Ansprachen immer wieder als seine Muse bezeichnet.“ Das Drehbuch degradiere hierbei weder Joe Castleman zum verabscheuungswürdigen Antagonisten, noch dränge es seine Gattin in die Rolle des bemitleidenswerten Opfers, so Wessels weiter.

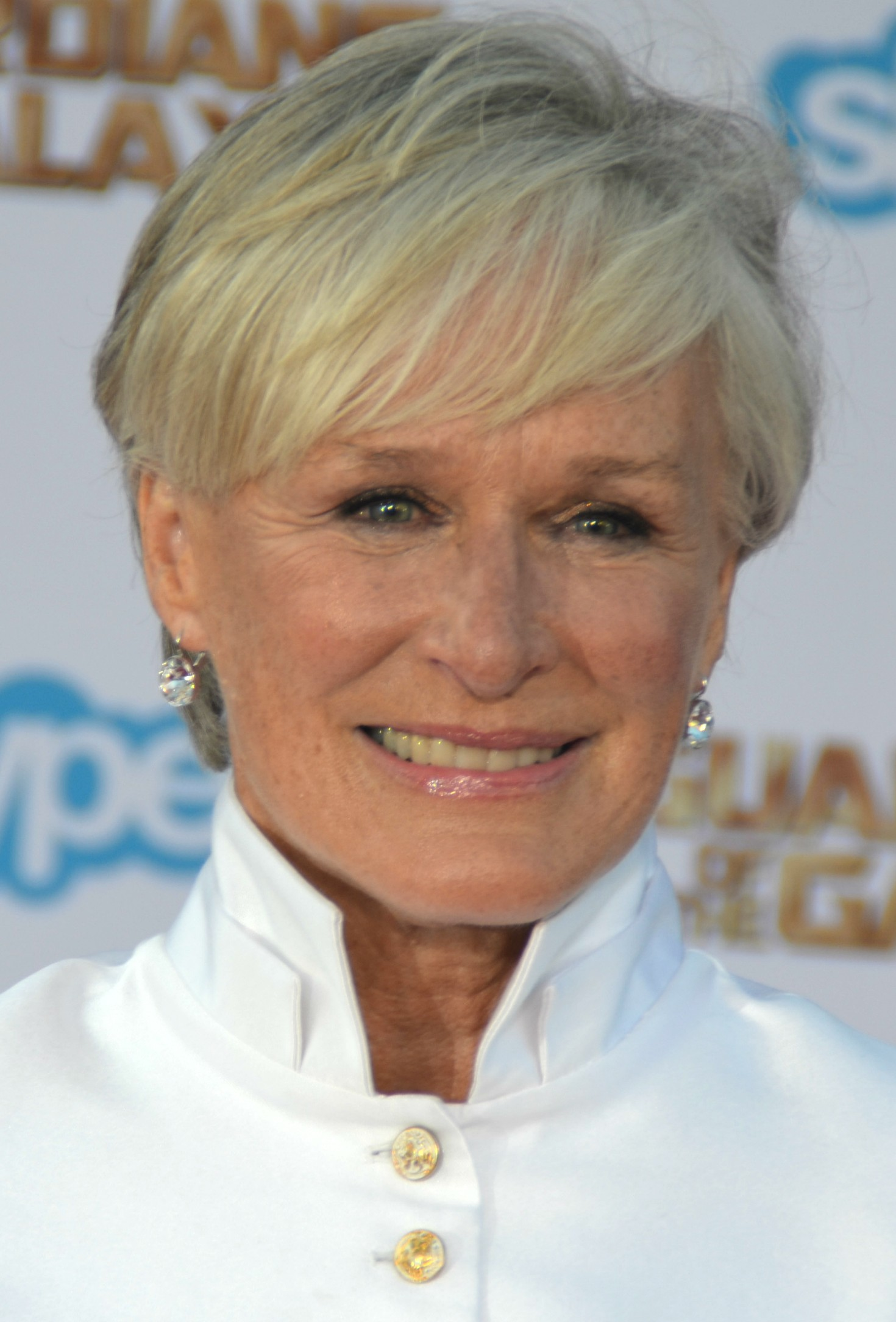
Glenn Close spielt in der Titelrolle die Frau des Nobelpreisträgers

Peter Bradshaw vom Guardian sagt, Glenn Close liefere in ihrer Rolle der Gattin eines Schriftstellers und Nobelpreisträgers, die als junge Frau selbst literarischen Ambitionen hatte und nach der Auszeichnung ihres Mannes in eine Lebenskrise stürzt, ihre wohl beste schauspielerische Leistung ab. In der Rolle der allseits bewunderten Joan spiele sie eine Stütze, Mutter, baldige Großmutter und liebevolle Ehepartnerin, die nur scheinbar glücklich mit ihrem Leben im Schatten des Titans ist. Auch Jonathan Pryce sei in der Rolle des kantigen und eingebildeten alternden Schriftstellers, der fast wie ein Kind süchtig nach Lob ist, ausgezeichnet, so Bradshaw.
Martin Schwickert schreibt in der Hannoverschen Allgemeinen Zeitung, der Film zeige, dass Joans Engagement weit über die familiäre und emotionale Rückendeckung des vermeintlich genialen Gatten hinausgeht, und der Höhepunkt von Josephs Karriere sei hier auch die Stunde der Wahrheit für das Ehepaar. Schicht um Schicht dringe der Film in die festgefahrenen Machtstrukturen der Beziehung ein, die ihr eigenes, dunkles Geheimnis über Jahrzehnte bewahrt hat. Die Frau des Nobelpreisträgers stehe in einer Reihe mit Filmen wie Colette, der zeitgleich in den deutschen Kinos anlief, so Schwickert weiter: „Sie beschäftigen sich mit dem Dasein jener Frauen, die gern in der Geschichtsschreibung als Musen geführt werden, obwohl ihr Beitrag am Schaffen der Lebensgefährten weit über bloße Inspiration hinausgeht. Auch Runge und Drehbuchautorin Jane Anderson erzählen von literarischen Ausbeutungsprozessen, wobei es ihnen gelingt, die Vertrautheit einer Jahrzehnte währenden Ehe glaubwürdig darzustellen. Die Filmemacher spielen auf der ganzen Klaviatur emotionaler Widersprüchlichkeiten, ohne das Wesen der Beziehung zu beschönigen.“ Vor allem aber sei Die Frau des Nobelpreisträgers das schauspielerische Opus magnum von Glenn Close: „Meisterhaft bringt sie hinter der Fassade totaler Selbstkontrolle die miteinander ringenden Gefühle ihrer Figur zum Ausdruck. Ihre Brillanz liegt in einem präzisen Minimalismus.“

### Einspielergebnis
Die weltweiten Einnahmen des Films aus Kinovorführungen belaufen sich auf 20 Millionen US-Dollar. In Deutschland verzeichnet er ca. 327.000 Kinobesucher.

### Auszeichnungen (Auswahl)
British Academy Film Awards 2019
- Nominierung als Beste Hauptdarstellerin (Glenn Close)

Critics’ Choice Movie Awards 2019
- Auszeichnung als Beste Hauptdarstellerin (Glenn Close)[23]

Golden Globe Awards 2019
- Auszeichnung als Beste Hauptdarstellerin (Glenn Close)

Gotham Awards 2018
- Nominierung als Beste Darstellerin (Glenn Close)[24]

Independent Spirit Awards 2019
- Auszeichnung als Beste Hauptdarstellerin (Glenn Close)[25]

Oscarverleihung 2019
- Nominierung als Beste Hauptdarstellerin (Glenn Close)

Oscar Wilde Awards 2019
- Auszeichnung als Beste Schauspielerin[26]

Palm Springs International Film Festival 2019
- Auszeichnung mit dem Icon Award (Glenn Close)

San Sebastián International Film Festival 2017
- Nominierung als Bester Film für die Goldenen Muschel (Björn Runge)[27]

Satellite Awards 2018
- Auszeichnung als Beste Filmschauspielerin (Glenn Close)[28]

Screen Actors Guild Awards 2019
- Auszeichnung als Beste Hauptdarstellerin (Glenn Close)